# 7 september
7 september är den 250:e dagen på året i den gregorianska kalendern (251:a under skottår). Det återstår 115 dagar av året.

## Återkommande bemärkelsedagar

### Nationaldagar
- Brasiliens självständighetsdag (till minne av självständighetsförklaringen från Portugal 1822)

## Namnsdagar

### Svenska almanackan
- Nuvarande – Kevin och Roy

- Föregående i kronologisk ordning[1][2]

- Före 1901, till 1985 – Regina

fanns på dagens datum sedan gammalt, till minne av en 15-årig gallisk flicka som blev martyr år 251. Utgick 2011, återinfördes 2022 på den 12 mars.
- 1986–1992 – Regina, Gilbert och Gisela

Gilbert och Gisela infördes på dagens datum 1986, men flyttades 1993 till 16 mars respektive 4 september och har funnits där sedan dess.
- 1993–2010 – Regina och Roy

Roy infördes 1986 på 3 november, men flyttades 1993 till dagens datum.
- Från 2011 – Kevin (nyinfört) och Roy

### Finlandssvenska almanackan
- Nuvarande från 2020[3] – Roy, Regina, Milo
- I föregående revideringar[a][4]
  - 1929–1994 – Regina
  - 1995–2019 – Regina, Roy

## Händelser

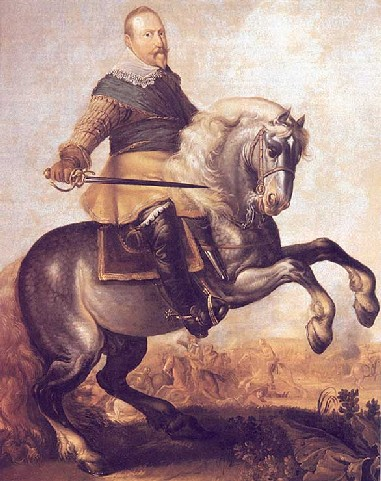
Gustav II Adolf i slaget vid Breitenfeld den 7 september 1631

- 70 – Romarna plundrar och bränner ned Jerusalem.
- 1159 – Sedan Hadrianus IV har avlidit en knapp vecka tidigare väljs Orlando Bandinelli till påve och tar namnet Alexander III. Samtidigt blir Ottaviano di Monticelli med stöd av Fredrik Barbarossa vald till motpåve och tar namnet Viktor IV.
- 1191 – Under Tredje korståget i slaget vid Arsuf besegrar Rikard I Lejonhjärta Saladin vid Arsuf.
- 1228 – Tysk-romerske kejsaren Fredrik II landstiger vid Akkon i Palestina. Detta inleder det sjätte korståget.
- 1520 – Kristian II tågar in i Stockholm.
- 1620 – Söderhamn får stadsprivilegier.
- 1631 – Slaget vid Breitenfeld, där en numerärt underlägsen svensk armé under Gustav II Adolf besegrar den katolska ligan under ledning av Johann Tilly.
- 1812 – Napoleon I besegrar ryska armen ledd av general Michail Kutuzov i slaget vid Borodino.
- 1818 – Karl III Johan (i Sverige Karl XIV Johan) kröns till kung av Norge.
- 1822 – Brasilien deklarerar sin självständighet från Portugal.[5]
- 1868 – James Craig Watson upptäcker asteroiden 103 Hera.
- 1901 – Boxarprotokollet undertecknades.
- 1904 – Brittisk militärexpedition invaderar Tibet.
- 1923 – Interpol grundas.
- 1940
  - De tyska bombanfallen mot London och större städer i Storbritannien startar. Även kallat Blitzen.
  - Rumänien återlämnar södra Dobrudzja till Bulgarien enligt fördraget Craiova.
- 1944 – Den första V-2-raketen avfyras med mål London, England.
- 1979 – Sportkanalen ESPN debuterar på kabel-tv i USA för att idag nå tittare över hela jordklotet.
- 1986 – Desmond Tutu blir den första svarta mannen att leda Anglikanska kyrkogemenskapen i Sydafrika.
- 1993 – Den dagliga talkshowen Chevy Chase Show har premiär på Fox på samma sändningstid som legendariska The Tonight Show på NBC. Programmet läggs ner efter knapp månad.
- 1995 – Rymdfärjan Endeavour skjuts upp på uppdrag STS-69.
- 1996 – Tupac Shakur blir beskjuten efter ett boxningsevenemang i Las Vegas där han 6 dagar senare avlider.
- 1999 – Jordbävningen i Aten 1999.
- 2002 – Västerås konserthus invigs av Carl XVI Gustaf. Konserthuset är ritat av Archus Arkitekter med Johnny Pettersson som ansvarig arkitekt.
- 2011 – Ett ryskt flygplan med ishockeylaget Lokomotiv Jaroslavl ombord av modell Jakovlev Jak-42 havererar, och merparten av spelarna omkommer.
- 2013 – För första gången dirigerar en kvinna den anrika konserten Last Night of the Proms i Royal Albert Hall. Dirigenten är Marin Alsop.
- 2017 – Jordbävningen vid Chiapas i Mexiko.

## Födda
- 1533 – Elisabet I, regerande drottning av England och Irland
- 1614 – Gustaf Otto Stenbock, svensk greve, riksråd, militär och ämbetsman, riksamiral
- 1661 – Gunno Dahlstierna, skald
- 1748 – Thomas Hartley, amerikansk advokat, militär och politiker, kongressledamot
- 1792 – David J. Baker, amerikansk jurist och politiker, senator (Illinois)
- 1800 – Sidney Breese, amerikansk demokratisk politiker och jurist, senator (Illinois)
- 1815 – Howell Cobb, amerikansk politiker och general
- 1817 – Louise av Hessen-Kassel, drottning av Danmark
- 1819 – Thomas A. Hendricks, amerikansk politiker, vicepresident
- 1836 – Henry Campbell-Bannerman, brittisk liberal politiker, premiärminister
- 1838 – Sven Sjöblom, svensk lektor och riksdagspolitiker
- 1850 – Axel Jäderin, svensk tidningsman, politiker och chefredaktör
- 1887 – Edith Sitwell, brittisk poet och litteraturkritiker
- 1891 – Tor Wallén, svensk skådespelare och korist
- 1908 – Stina Ståhle, svensk skådespelare
- 1909 – Elia Kazan, amerikansk regissör
- 1913 – Anthony Quayle, brittisk skådespelare
- 1914 – James Van Allen, amerikansk astrofysiker
- 1917
  - John Cornforth, australisk kemist, mottagare av Nobelpriset i kemi 1975
  - Tore Gjelsvik, norsk geolog och forskare
- 1923
  - Stig Ossian Ericson, svensk skådespelare och författare
  - Peter Lawford, brittisk-amerikansk skådespelare
  - Louise Suggs, amerikansk golfspelare
- 1925 – Khin Hnin Yu, burmesisk författare
- 1929 – T.P. McKenna, irländsk skådespelare
- 1930
  - Baudouin av Belgien, kung
  - Sonny Rollins, amerikansk jazzsaxofonist
- 1936 – Buddy Holly, amerikansk sångare
- 1938 – Juanita Millender-McDonald, amerikansk demokratisk politiker, kongressledamot
- 1943 – Gunilla Norling, svensk skådespelare
- 1949 – Gloria Gaynor, amerikansk sångare
- 1951
  - Chrissie Hynde, brittisk sångare och låtskrivare (The Pretenders)
  - Morris Albert, brasiliansk sångare och låtskrivare
- 1956 – Diane Warren, amerikansk kompositör
- 1959 - Drew Weissman, amerikansk mikrobiolog, mottagare av Nobelpriset i fysiologi eller medicin 2023
- 1960 – Pamela Springsteen, amerikansk fotograf och skådespelare
- 1964 – Eazy-E, amerikansk rappare
- 1966 – Toby Jones, brittisk skådespelare
- 1967 – Leslie Jones, amerikansk komiker och skådespelare
- 1968 – Marcel Desailly, fransk fotbollsspelare
- 1974 – Mario Frick, liechtensteinsk fotbollsspelare
- 1975
  - Marie-Agnès Gillot, fransk ballerina
  - Norifumi Abe, japansk roadracingförare
- 1987 – Evan Rachel Wood, amerikansk skådespelare
- 1988 – Kurt Hugo Schneider, amerikansk filmregissör
- 1992 – Tove Alexandersson, svensk orienterare, flerfaldig världsmästare, bragdmedaljör 2019
- 1995 – Oskar Svensson, svensk längdskidåkare
- 2004 – Kacper Urbański, polsk fotbollsspelare

## Avlidna
- 1151 – Gottfrid V, greve Maine, av Anjou och av Mortain samt hertig av Normandie, engelsk prinsgemål
- 1362 – Joanna av England, drottning av Skottland
- 1450 – Katarina Karlsdotter (Gumsehuvud), svensk riksföreståndargemål och drottning av Sverige och Norge
- 1657 – Arvid Wittenberg, fältmarskalk
- 1709 – Gunno Dahlstierna, skald
- 1719 – Djahan II, indisk stormogul
- 1751 – Johan Henrik Wijkman, svensk ämbetsman
- 1798 – Peter Frederik Suhm, dansk historiker
- 1810 – Hermann Heinrich Gossen, tysk nationalekonom
- 1824 – Nicholas Ware, amerikansk politiker, senator (Georgia)
- 1861 – Willie Person Mangum, amerikansk politiker, senator (North Carolina)
- 1866 – Clement Comer Clay, amerikansk demokratisk politiker, guvernör i Alabama
- 1879 – Shepherd Leffler, amerikansk demokratisk politiker, kongressledamot
- 1892 – John Greenleaf Whittier, amerikansk poet
- 1893 – Hamilton Fish, amerikansk politiker, USA:s utrikesminister
- 1901 – John Wigforss, svensk författare, journalist och tidningsman
- 1902 – Enrique Gaspar y Rimbau, spansk diplomat och författare
- 1907 – Sully Prudhomme, fransk författare, mottagare av det första Nobelpriset i litteratur 1901
- 1933 – Edward Grey, brittisk politiker, utrikesminister
- 1945 – John Ericsson, svensk skådespelare och inspicient
- 1949 – José Clemente Orozco, mexikansk konstnär
- 1951 – Maria Montez, amerikansk skådespelare
- 1962 – Karen Blixen, dansk författare
- 1968 – Lucio Fontana, italiensk konstnär
- 1971 – Spring Byington, skådespelare
- 1978 – Keith Moon, brittisk musiker
- 1984 – Liam O'Flaherty, irländsk författare
- 1985 – Rodney R. Porter, brittisk biokemist, mottagare av Nobelpriset i fysiologi eller medicin 1972
- 1991 – Edwin McMillan, amerikansk fysiker, mottagare av Nobelpriset i kemi 1951
- 1994 – James Clavell, författare.
- 1997 – Mobutu Sese Seko, Zaires (nuvarande Kongo-Kinshasa) diktator
- 2003 – Bengt Grive, svensk journalist och TV-sportkommentator
- 2004
  - Lennart Lindberg, svensk skådespelare
  - Eberhard Gwinner, tysk ornitolog
- 2007 – John Compton, Saint Lucias premiärminister
- 2008 – Christina Gyllenhammar, svensk socionom och politiker
- 2010 – Markku Kosonen, finländsk inredningsarkitekt, timmerman och formgivare
- 2011
  - Omkomna i flygolyckan i Jaroslavl:
    - Stefan Liv, svensk ishockeymålvakt
    - Pavol Demitra, slovakisk ishockeyspelare
    - Jan Marek, tjeckisk ishockeyspelare
    - Josef Vašíček, tjeckisk ishockeyspelare
    - Daniil Sobtjenko, ukrainsk ishockeyspelare
    - Aleksandr Vasiunov, rysk ishockeyspelare
    - Kārlis Skrastiņš, lettisk ishockeyspelare
    - Robert Dietrich, tysk ishockeyspelare
    - Brad McCrimmon, kanadensisk före detta ishockeyspelare och huvudcoach
    - Vitalij Anikejenko, ukrainsk-rysk ishockeyspelare
    - Siarhej Astaptjuk, vitrysk-rysk ishockeyspelare
    - Michail Balandin, rysk ishockeyspelare
    - Artiom Jartjuk, rysk ishockeyspelare
    - Marat Kalimulin, rysk ishockeyspelare
    - Aleksandr Kaljanin, rysk ishockeyspelare
    - Aleksandr Karpovtsev, rysk ishockeyspelare och tränare
    - Andrej Kirjuchin, rysk ishockeyspelare
    - Nikita Kljukin, rysk ishockeyspelare
    - Igor Koroljov, rysk ishockeyspelare och tränare
    - Karel Rachůnek, tjeckisk ishockeyspelare
    - Ruslan Salej, vitrysk ishockeyspelare
    - Ivan Tkatjenko, rysk ishockeyspelare
    - Jurij Urytjev, rysk ishockeyspelare
    - Aleksandr Vasiunov, rysk ishockeyspelare
    - Oleksandr Vjuchin, ukrainsk ishockeyspelare
- 2012 – Leszek Drogosz, polsk boxare
- 2014
  - Don Keefer, amerikansk skådespelare
  - Elsa-Marianne von Rosen, svensk balettdansös, koreograf och skådespelare
- 2018
  - Mac Miller, amerikansk rappare
  - Ingemar Mundebo, svensk folkpartistisk politiker, statsråd och landshövding